# Homestead Air Reserve Base
Homestead Air Reserve Base (code IATA : HST • code OACI : KHST), anciennement Homestead Air Force Base, est une base de l'United States Air Force située à proximité de Miami en Floride, près de la ville de Homestead.
Elle abrite le 482d Fighter Wing de l'Air Force Reserve Command sur F-16 et le Special Operations Command South (SOCSOUTH, commandement régional du United States Special Operations Command) du United States Southern Command.